# Håvard Bogetveit
Håvard Gutubø Bogetveit (Oslo, 3 de junio de 1992) es un deportista noruego que compite en biatlón. Ganó cinco medallas en el Campeonato Europeo de Biatlón, entre los años 2015 y 2021.

## Palmarés internacional
| Campeonato Europeo | Campeonato Europeo           | Campeonato Europeo | Campeonato Europeo |
| Año                | Lugar                        | Medalla            | Prueba             |
| ------------------ | ---------------------------- | ------------------ | ------------------ |
| 2015               | Otepää (Estonia)             | Medalla de bronce  | Relevo             |
| 2016               | Tiumén (Rusia)               | Medalla de bronce  | Relevo mixto       |
| 2018               | Val Ridanna (Italia)         | Medalla de bronce  | Relevo mixto       |
| 2019               | Minsk-Raubichi (Bielorrusia) | Medalla de bronce  | Persecución        |
| 2021               | Duszniki-Zdrój (Polonia)     | Medalla de bronce  | Persecución        |